# السيرك الرقمي المذهل
السيرك الرقمي المذهل أو في النسخة العربية السيرك الرقمي المدهش (بالإنجليزية: The Amazing Digital Circus) هو مسلسل رسوم متحركة أسترالي أمريكي من تأليف جووسوركس ومن إنتاج ستوديوهات غليتش. عرضت أول حلقة منه على قناة ستوديوهات غليتش الرسمية على اليوتيوب في 13 أكتوبر من عام 2023 وحازت الحلقة على أكثر من 100 مليون مشاهدة خلال شهر واحد فقط، وأكثر من 200 مليون خلال شهرين ونصف، وعلى تقييمات وآراء جيدة جدا من النقاد.

## القصة
يتحدث مسلسل عن مدير حلبة ومهرجينه في حلبة رقمية يثير اشمئزازهم في حلبة سيرك وعن فتاة مهرجة صغيرة خجولة يتناول على مغامرات عجيبة مذهلة يغلب أطباع كوميدية شبه عادية.

## الأداء الصوتي

### الشخصيات الرئيسة
- ليزي فريمان في دور بومني، أحدث إنسان قد حبس في السيرك على هيئة مزاح.
- أليكس روشون في دور كاين مدير السيرك ذو الذكاء الاصطناعي غير المستقر.
- مايكل كوفاتش في دور جاكس، أرنب بنفسجي إنساني يحب أن يخدع أو يتنمر على أعضاء السيرك الآخرين.
- أماندا هافورد في دور راغاثا، دمية تحاول الحفاظ على موقف متفائل تجاه وضعها.
- ماريسا لينتي في دور غانغل، وهي عبارة عن شريط خجول إنساني، وهي ترتدي قناع هش يمثل حالتها المزاجية.
- سين تشيبلوك في دور كينغر، وهو ملك شطرنج مصاب بجنون العظمة والنسيان، وهو الإنسان الأقدم في السيرك بين بقية الأعضاء.
- أشلي نيكولز في دور زوبل، لعبة تركيب قطع إنسانية سريعة الإنفعال.
- جوسوركس في دور بابل، خادمة كاين الفقاعية.
- إلسي لافلوك في دور ملكة الجلوينك، حاكمة الجلوينكس التى تشبه الآفات.

### النسخة العربية
هي النسخة العربية الرسمية، وهي متوفرة على قناة غليتش ومتاحة في CARTOONFLIX.
ودُبلجت في استوديوهات EQ Arabia في ليبيا.
الأصوات:
- ياسمين الخميري في دور بومني

- معتصم بالأشهر في دور كاين وجاكس

- غادة القمودي في دور غانغل وراغاثا.

- عبد الإله أبو حجر في دور كينغر

- فخر الدين رجب في دور بابل وزوبل.
- محمد الإمام في دور جاميجو.
- إلين سعادة في دور الإميرة.
- عمر تركمان في دور فادج.
- محمود بن عيسى في دور التمساح البنفسجي.
- أحمد كامور في دور شخصية الدمية
- فاطمة أحمد في دور مارثا ميندهال.

المكساج:
عمر تركمان
إخراج الدبلجة:
فخر الدين رجب.
إخراج الغناء:
محمد أنيس